# Śamatha
Lo Śamatha (sanscrito, s.m.; pāli, Samatha; cinese: 止 zhǐ; giapponese: shi; coreano: 지 chi; vietnamita: chi; tibetano: ཞི་གནས, zhi gnas, zhi né; lett. "calma", "quiete", "quiescenza"; in cinese anche "fermarsi") è, insieme alla Vipaśyanā, una delle due principali pratiche meditative (bhāvanā) proprie del buddismo. Esso consiste nella coltivazione della calma e della tranquillità per mezzo della concentrazione mentale (Samādhi). Grazie allo Śamatha si può generare la Vipaśyanā, l'intuizione profonda, che consente di scorgere la natura vera della realtà e quindi di superare i condizionamenti causati dagli kleśa.

## Lo Samatha nel buddismo Theravāda
È la pratica buddista (bhāvanā) del calmare la mente (citta) e le sue 'formazioni' (sakhāra), giungendo alla quiescenza meditativa.
Obiettivo della pratica è il conseguimento di uno stato di pacificazione interiore propedeutico o meno ad una successiva pratica di investigazione - Vipassanā. Tradizionalmente gli stati di assorbimento si dividono in 8 livelli: quattro di fine materialità e quattro immateriali ma ciascuno di essi, a parte l'ultimo in quanto troppo sottile, può essere usato per iniziare l'opera di investigazione che sta effettivamente a cuore dell'insegnamento del Buddha. Gli stati ed i relativi attributi sono qui dettagliati:
Fine materialità
- Primo Jhana
- Secondo Jhana
- Terzo Jhana
- Quarto Jhana

Immaterialità

### Fattori degli assorbimenti di fine materialità
I primi quattro livelli si distinguono per i fattori che li accompagnano: nel primo è presente la focalizzazione ekagata, la presa in carico Vitakka ed esame Vicara dell'oggetto di concentrazione, l'estasi piti, e la tranquillità sukha. Nel secondo non è presente vitakka e vicara, nel terzo viene a mancare anche piti e nel quarto il fattore sukha viene sostituito da Upekkha - equidistanza.

### Assorbimenti immateriali
Tali assorbimenti mantengono i fattori del jhana di ordine inferiore dal quale si è intrapreso il raggiungimento del Jhana immateriale ma è presente una propedeuticità all'interno dei quattro assorbimenti immateriali stessi.

### Kasina
Tutti gli otto tipi di meditazione richiedono la concentrazione su un oggetto tra i numerosi che il Buddha ha indicato. Tra di essi particolarmente suggerito per raggiungere i Jhana immateriali sono i colori e gli elementi. Per i Jhana di fine materialità possono invece essere utilizzati anche i Brahma Vihara, le contemplazioni della morte, delle qualità del Buddha, Dhamma e Sangha, la meditazione sul corpo e sul respiro.

## Lo Śamatha nel buddismo Mahāyāna
Secondo Thich Nhat Hanh, uno degli insegnanti zen più noti del mondo contemporaneo, Śamatha ha tre importanti funzioni, nella meditazione:
1. fermarsi;
2. calmare;
3. riposare.

Fermarsi, calmarsi e riposare sono a loro volta condizioni preliminari per la guarigione, a livello sia individuale, sia collettivo.